# Komaliewant
Kommaliewant, kommaliewand of komaliewant is de benaming voor alle stenen borden, schalen, kopjes, schotels, bestek en overig serviesgoed aan boord van een schip. Het woord is in Nederland ten minste bekend sinds 1618 (cocxcamaillewant). Het is een samenstelling uit het Spaanse gamella of het Franse gamelle 'gemeenschappelijke etenskom' met het woord gewant (uitrusting, tuig, gerei). Als zodanig ging het tevens over op de groep van gebruikers die gezamenlijk voor het gebruik van het etensgerei betaalden. In Frankrijk was de gamelle ook de gemeenschappelijke eettafel van scheepsofficieren, leerlingen en chirurgijns.
De term is afkomstig uit de scheepvaart, met name uit de Oostindische vaart, en is vooral in gebruik bij de marine.
Bij de Koninklijke Marine bestond het aardewerken komaliewant voorheen in diverse kleuren:
1. (Steen)wit was voor de manschappen
2. Blauwgerand met anker en kroon voor de onderofficieren
3. Paarsgerand met anker en kroon voor de officieren
4. Groengerand met anker en kroon voor de commandant
5. Goudgerand met anker en kroon voor de vlagofficieren

Sinds de jaren 80 van de twintigste eeuw wordt door alle categorieën het blauwgerande komaliewant gebruikt.
Het glaswerken komaliewant van de Koninklijke Marine is voorzien van een anker met kroon.
De commandant heeft een eigen komaliewant waarin onder het anker een klein c-tje is aangebracht.
Als wordt voorzien dat een oorlogsschip een snelle koersverandering zal gaan maken, zal vanaf de brug de bemanning worden gewaarschuwd door via de scheepsoproep de mededeling “Opgepast kommaliewant” te doen.

## Links
- Woordenboek der Nederlandsche Taal: Art. Kommaliewant (1941)
- De kommaliewant van Barend Hiddes de Vries, Nieuwsbrief Hannemahuis, November 2018
- Nicole van der Sijs, Leenwoordenboek. De invloed van andere talen op het Nederlands, Den Haag/Antwerpen 1996, p. 163-164.